# 오스트라바 노면전차

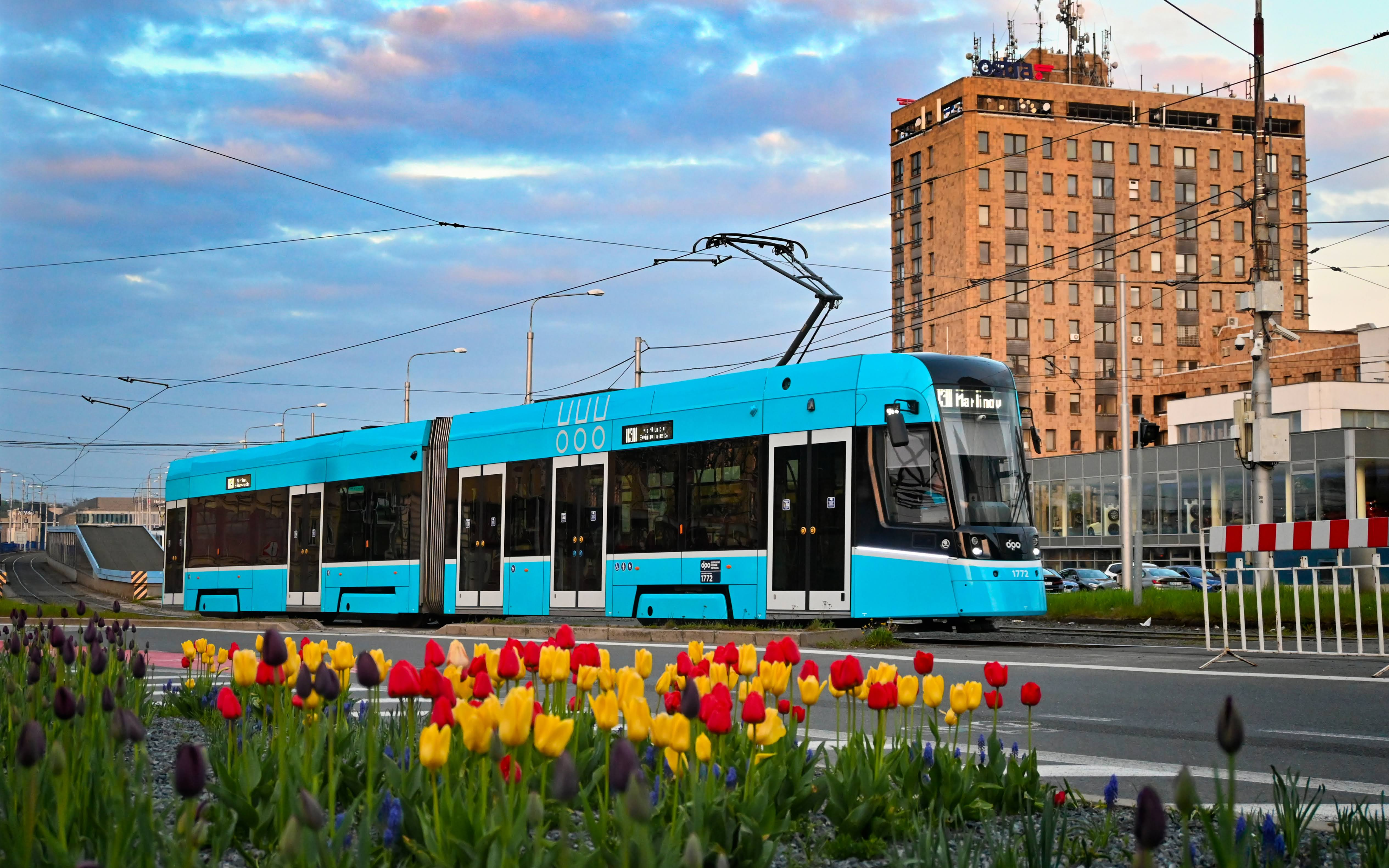
오스트라바 노면전차

오스트라바 노면전차(체코어: Tramvajová doprava v Ostravě)는 체코 오스트라바에서 운영되는 노면전차 시스템이다. 62.7 킬로미터 (39.0 mi)의 선로에서 총 노선 길이가 231.5 킬로미터 (143.8 mi)인 17개 노선을 운행한다.